# Eurotiales
Ordre
Les Eurotiales sont un ordre de champignons Ascomycètes. 

## Liste des familles et genres
Selon MycoBank (29 janvier 2023) :
- Aspergillaceae Link, 1826
- Bryocladium Kunze, 1830
- Eu-Aspergillaceae A.A.Jaczewski, 1913
- Hantzschia Auersw., 1862
- Penicillaginaceae Houbraken, Frisvad & Samson, 2020
- Pisomyxa Corda, 1837
- Samarospora Rostr., 1892
- Thermoascaceae Apinis, 1967
- Trichocomaceae E.Fisch., 1897
- Veronaia Benedek, 1961

## Systématique
Le nom correct complet (avec auteur) de ce taxon est Eurotiales G.W.Martin ex Benny & Kimbr., 1980.

## Publication originale
- (en) G.L. Benny et J.W. Kimbrough, « A synopsis of the orders and families of Plectomycetes with keys to genera », Mycotaxon, États-Unis, vol. 12,‎ 1980, p. 1-91 (ISSN 0093-4666)